# Radical 14
Le radical 14 (冖), qui signifie couvercle, est un des 23 radicaux chinois des 214 répertoriés dans le dictionnaire de Kangxi composés de deux traits.
Le caractère Unicode de 冖 est 5196.

## Caractères avec le radical 14
| nombre de traits          | caractères           |
| ------------------------- | -------------------- |
| Sans trait supplémentaire | 冖                   |
| 2 traits supplémentaires  | 冗 冘                |
| 3 traits supplémentaires  | 写 冚                |
| 4 traits supplémentaires  | 农                   |
| 5 traits supplémentaires  | 军 冝                |
| 6 traits supplémentaires  | 冞                   |
| 7 traits supplémentaires  | 冟 冠                |
| 8 traits supplémentaires  | 冡 冢 冣 冤 冥 冦 冧 |
| 9 traits supplémentaires  | 冨                   |
| 12 traits supplémentaires | 冩                   |
| 14 traits supplémentaires | 冪                   |